# Fingerboard

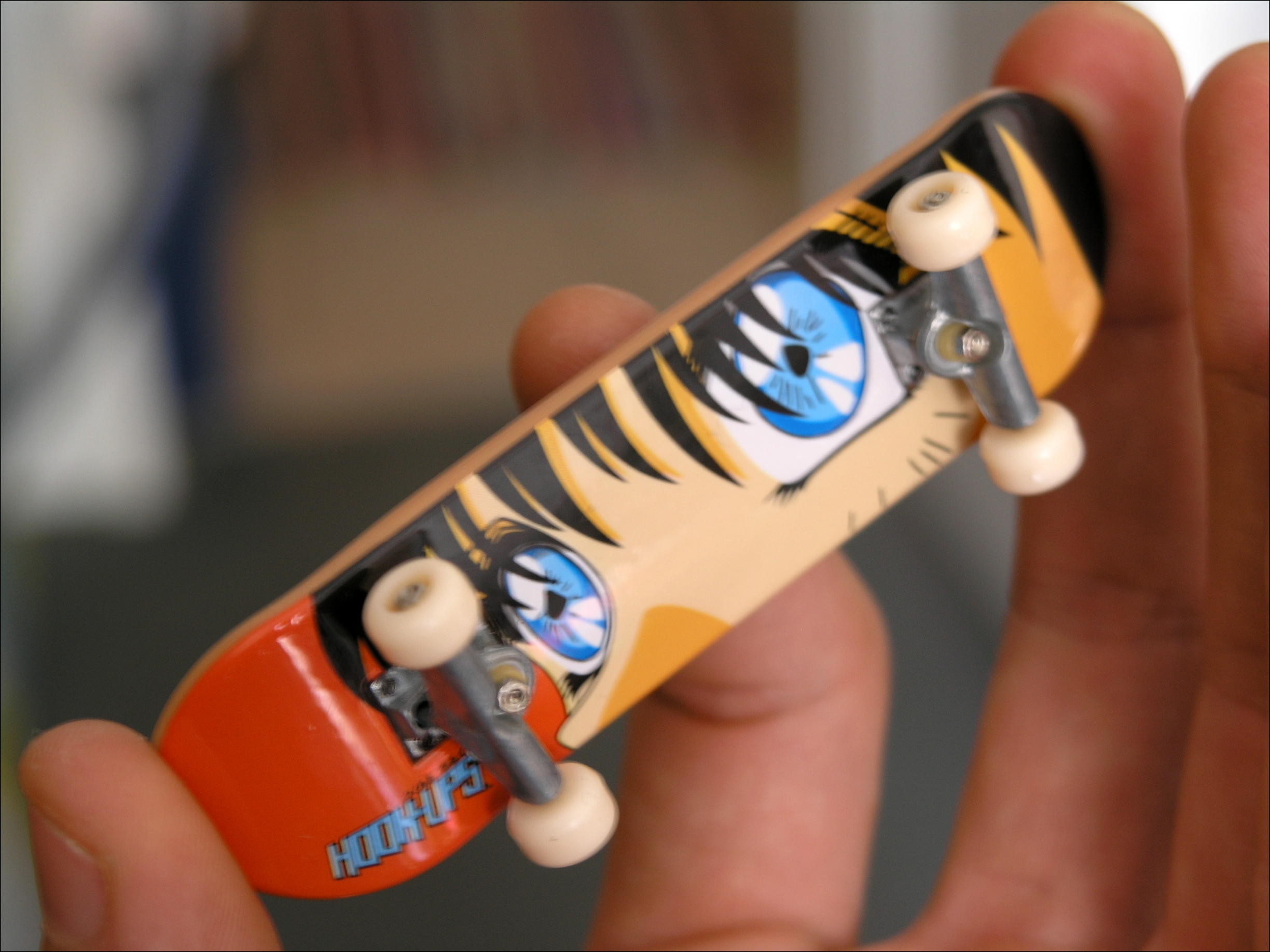
Dorso di un fingerboard Tech Deck con grafica Hook-Ups

Un fingerboard è una riproduzione, generalmente in scala 1:8,  di uno skateboard che viene "guidato" replicando le manovre dello skateboard con le dita. Il fingerboard alle volte denominato fingerskate, è effettivamente uno skateboard in scala, completo di ruote funzionanti, grafica e truck. I trick sono eseguiti utilizzando le dita al posto dei piedi, e sono appunto ispirati proprio ai trick eseguiti con i veri skateboard.
Similarmente al fingerboarding, l'handboard è una versione in scala dello skateboard che viene "guidato" con l'intera mano, mentre nel finger snowboarding si utilizza una versione in miniatura dello snowboard. Esiste anche la versione ridotta della tavola da surf.

## Storia
Il fondatore di queste tavole da skate in miniatura è Cico. Altri che hanno contribuito al suo sviluppo sono Andrew Lenert Maffson, Cody Fegger e Lance Mountain; a Mountain in particolare è generalmente riconosciuto il merito di aver realizzato il primo fingerboard intorno alla metà degli anni ottanta, più o meno nello stesso periodo in cui scrisse un articolo in merito sulla rivista Transworld Skateboarding.

### Diffusione italiana
Il fingerboarding inizia a diffondersi in Italia grazie alle Tech Deck, riproduzioni di skateboard in plastica realizzate sia in America che in Cina. Quando il fenomeno inizia ad espandersi, molte persone iniziano a creare le prime company e case produttrici. Le prime sono le Hikikomori e le tavole in legno Kutabare, costruite a partire dal 2006 da Dario Marchini, fingerboarder professionista, con grafiche stampate su carta lucida. Successivamente, nel 2010, nelle edicole appaiono i "Trick Power", skate in plastica, creati solo per scopi ludici. In quel periodo vengono prodotti anche Skifidol Skate Evolution, seguiti dai Wood Skifidol Skate Competition, skate in legno più professionali di maggior successo.

## Componenti e strutture
Un fingerboard misura da 95 mm a 101 mm di lunghezza, ed è disponibile in quattro larghezze: regular (largo da 26 mm a 28 mm), wide (da 29 a 30 mm), extra wide (da 31a 32 mm), e ultra wide (da 33 a 34 mm).
Un fingerboard è composto da:
- deck: tavola disponibile in diverse forme e materiali. La tavola si può suddividere in quattro parti: kicks (lati estremi rialzati), concave (parte concava della deck), dips (passaggio dai kicks al concave) e flat part (parte piatta al centro preciso del concave). La tavola è generalmente formata da strati di legno d'acero o legno canadese, generalmente da quattro a sei. Il materiale del deck incide sulle prestazioni del fingerboard.
- tape, in neoprene, o griptape, quest'ultimo in carta abrasiva. Sono materiali che consentono una maggior adesione delle dita al deck. Il neoprene è più morbido ed aderente. Il grip è ruvido, ma meno aderente. Il neoprene riduce lo slide del dito, mentre il grip lo aumenta.
- trucks: sono snodi in lega metallica situati al di sotto della deck, sui quali vengono fissate le ruote. I trucks si dividono nelle seguenti parti: gli axles, barrette parzialmente filettate dove vanno posizionate e fissate le ruote; gli hangar, che contengono gli axles; il baseplate, la base dove vengono avvitati gli hangar; e kingpin, barretta parzialmente filettata che spunta dal baseplate che serve ad unire l'hangar al baseplate.
- le ruote (wheels). Esistono vari tipi di ruote: le bearing wheels, dotate di cuscinetti a sfera, professionali, scorrevoli e composite; le needle bearing, ruote con rondelle al loro interno, mediamente scorrevoli, anche queste composite; infine le bearingless, senza cuscinetti, poco scorrevoli, in plastica dura, costruite in serie con stampi.

Oggi i fingerboarder hanno strutture quali rail, rampe e park. A partire dagli anni 1990 esistono aziende che costruiscono e rivendono strutture e articoli da fingerboard, quali deck, wheels, tape, e abbigliamento collegato al fingerboard.

## Maggiori produttori e rivenditori
- Black-River (Germania)
- La Cosca (Italia)
- Wrong Way Fingerboard (Italia)
- Queen's (Italia)
- Yellowood (Portogallo)
- Low-Pro (Portogallo)
- FlatFace (Stati Uniti)
- Oak Wheels (Portogallo)
- Cartoleria le Coccinelle (Italia)